# حزب اومانیست
حزب اومانیست یا انسان‌گرایی (به آلمانی: Partei der Humanisten) یک حزب کوچک سیاسی در آلمان از سال ۲۰۱۴ است.

## تاریخ
حزب اومانیست در ۴ اکتبر ۲۰۱۴ در برلین تأسیس و اولین بار سال ۲۰۱۷ در لیست انتخابات فدرال از ایالت نوردراین وستفالیا ظهور پیدا کرد. ریاست حزب تا زمان برگزاری کنگره سالانه در روزهای ۲۶ و ۲۷ مه سال ۲۰۱۸ با فلیکس بلاتر بوده‌است.

## طبقه‌بندی سیاسی
دیدگاه سیاسی حزب بر پایه حاکمیت قانون، آزادی فردی، انسان گرایی تکاملی و استدلال علمی بنا شده‌است.

## گزیده‌ای از مطالبات
مطالبات در اساسنامه از نوامبر ۲۰۱۷:
ایجاد یک دولت فدرال اروپایی با یک قانون اساسی اروپایی. نگاه مثبت به پیشرفت تکنولوژی و دید باز به فناوری‌هایی مانند مهندسی ژنتیک و تحقیقات سلول‌های بنیادی. آزادی بیان کامل و جدایی بین نهادهای دولتی و مذهبی. حذف خدا محوری و هرگونه حق ویژه مذهبی در قانون اساسی و ایالتی و دیگر قوانین. ساده‌سازی سیستم مالیاتی با کاهش مداوم استثنائات و قوانین خاص. جلوگیری از فرار از پرداخت مالیات و مبارزه مداوم در برابر فرار مالیاتی. تعین مالیات ویژه با نرخ بالای ۵۰٪ برای درآمد ناخالص سالانه بیش ار یک میلیون یورو. شامل تمامی منابع درآمدی از جمله سرمایه و بر اساس ارزش افزوده. وزارت دفاع فدرال به عنوان یک ارتش مدرن حرفه ای انعطاف‌پذیر باید همیشه از آموزش عالی، و تجهیزات نظامی با کیفیت بالا برخوردار باشد. سازمان ملل متحد سازمان حراست از حقوق بشر در سطح بین‌المللی است. حزب اومانیستها خواهان تقویت استقلال و شایستگی سازمان ملل متحد هستند تا این نهاد بین‌المللی توانایی واکنش به موقع و مؤثر به بحران را داشته باشد. فعالیت‌های نظامی باید تنها آخرین راه حل باشد و بالاتر از همه باید به حفاظت از مردم و برقراری صلح کمک کند.